# نورشن
نورشن (ارمنی: Նորշեն، ترکی آذربایجانی: Yenikənd) یک روستا در جمهوری آرتساخ است که در استان مارتونی واقع شده‌است.